# Фенретинід
Фенретинід (англ. Fenretinide) — синтетичне похідне ретиноїдів. Ретиноїди за хімічним складом є похідними Вітамін A. Фенретинід досліджується для лікування низки видів раку, муковісцидозу, ревматоїдного артриту, акне, псоріазу, а також може сповільнювати вироблення і накопичення токсину, що призводить до втрати зору у хворих із хворобою Старгардта.
У дослідженнях раку лікування фенретинідом може спричинити накопичення цераміду (воскоподібної речовини) в пухлинних клітинах, яке пов'язане з накопиченням активних форм кисню, що призводить до загибелі клітин через виникнення апоптозу та/або некрозу. Фенретинід переважно накопичується в жировій тканині, зокрема в молочних залозах, що може сприяти ефективності фенретиніду проти раку молочної залози. Дані III фази клінічних досліджень свідчать про те, що фенретинід зменшує частоти рецидиву раку молочної залози у жінок у пременопаузі. Найпоширеніші побічні ефекти, пов'язані з лікуванням фенретинідом, включають сухість шкіри та нічну сліпоту, яка є оборотною після припинення лікування. Серед видів раку, при яких проводиться дослідження застосування фенретиніду, включають або включали рак яєчників, простати, шийки матки, легень, нирок, сечового міхура, молочної залози, гліому, рак шкіри, рак голови та шиї, неходжкінську лімфому, нейробластому та саркому Юїнга.